# Joop van den Ende
Johannes "Joop" Adrianus van den Ende (Amsterdã, 23 de fevereiro de 1942) é um bilionário do ramo televisivo, co-fundador da Endemol e dono/fundador da Stage Entertainment.
Joop já produziu muitos musicais, peças, programas de TV, filmes nos últimos 35 anos. Em 1969, ele começou uma carreirra solo como produtor teatral e televisivo. Em 2008, ele era o número 843 na lista da Forbes de bilionários, e é um dos homens mais ricos da Holanda.

## Produções musicais

### Holanda
- 1988 - 1989 Barnum
- 1989 - 1990 Cabaret
- 1989 - 1991 Sweet Charity
- 1991 - 1992 Les Misérables
- 1991 - 1992 Funny Girl
- 1991 - 1993 Tsjechov
- 1992 - 1994 Cyrano-De Musical
- 1993 - 1996 The Phantom of the Opera
- 1993 - 1994 Sweeney Tod
- 1994 - 1996 My Fair Lady
- 1995 - 1997 Evita
- 1996 - 1999 Miss Saigon
- 1996 - 1998 West Side Story
- 1997 - 1998 Joe – De Musical
- 1997 - 1998 De Jantjes
- 1998 - 1998 Nilsson
- 1998 - 1999 Anatevka
- 1999 - 2001 Chicago
- 1998 - 1999 Blood Brothers
- 1998 - 1998 The Dancing Queens
- 1999 - 2000 Oliver!
- 1999 - 2000 Fame-De Musical
- 1999 - 2001 Elisabeth
- 2000 - 2001 42nd Street
- 2000 - 2001 Rent
- 2000 - 2001 Tango de Valentino
- 2000 - 2001 Rex
- 2001 - 2002 A Chorus Line
- 2001 - 2002 BoyBand
- 2001 - 2002 Musicals in Concert
- 2001 - 2003 Saturday Night Fever
- 2001 - 2002 Titanic
- 2001 - 2003 Aida
- 2002  Musicals in Ahoy'
- 2002 - 2004 The Sound of Music
- 2002 - 2002 Fosse
- 2002 - 2003 Copacabana
- 2003 - 2004 3 Musketiers
- 2003 - 2005 Mamma Mia!
- 2004 - 2006 The Lion King
- 2004  Musicals in Concert II
- 2004 Musicals in Ahoy' II
- 2004 - 2005 Passion
- 2004 - 2005 Crazy for You
- 2004 - 2005 De Jantjes
- 2005 - 2006 Beauty and the Beast
- 2005 - 2006 Cabaret
- 2005 - 2006 Jesus Christ Superstar
- 2006 - 2007  The Wiz
- 2006 - 2007 Cats
- 2006 - 2007 - My Fair Lady
- 2006 Musicals in Ahoy’ III
- 2007 - Fame the musical
- 2007 - 2009 - Tarzan
- 2007 - presente - Ciske de Rat - De Musical
- 2007 - 2009 – Evita
- 2008 - presente - Dirty Dancing
- 2008 - 2009 - Les Misérables
- 2008 - presente - Sunset Boulevard
- 2008 - presente - Joseph and the Amazing Technicolor Dreamcoat
- 2009 - presente - High School Musical
- 2009 - a definir - Mamma Mia! (tour nacional)
- 2009 - a definir - Love Me Tender
- 2009 - a definir - Petticoat!
- 2009 - a definir - Mary Poppins

### Alemanha
- 2001 - 2003       Elisabeth
- 2001 - presente    König der Löwen
- 2002 - 2007       Mamma Mia
- 2002 - 2003       De la Guarda
- 2002 - 2003       Titanic
- 2002 - 2004       Das Phantom der Oper
- 2002 - 2004       Cats
- 2003 - 2004       42nd Street
- 2003 - 2004       Les Misérables
- 2003 - 2005       Tanz der Vampire
- 2003 - 2005       Aida
- 2004 - 2006       Blue Man Group
- 2004 - 2007       Mamma Mia
- 2004 - 2006       Cats Tour Germany
- 2004 - 2005       Pinkelstadt
- 2005 - 2006       3 Musketiere
- 2005 - 2006       Elisabeth
- 2005 - 2006       Das Phantom der Oper
- 2005              Wie einst im Mai
- 2005              Sensation White
- 2005 - 2007       Aida Tour Germany
- 2005              Best of Musical
- 2005              Sams
- 2005 - 2006       Die Schöne und das Biest
- 2005 - 2006       Die Drei von der Tankstelle
- 2006              3 Musketiere
- 2006              Nonnsens
- 2006              Dirty Dancing
- 2006              Sensation White
- 2006 - presente   Mamma Mia!
- 2006 - presente   Tanz der Vampire
- 2006 - 2007       Die Schöne und das Biest
- 2006 - presente   Blue Man Group
- 2007 - presente   Blue Man Group
- 2007  Best of Musical
- 2007 - presente   Mamma Mia!
- 2007 - presente   Wicked
- 2007 - presente    Ich war noch niemals in New York

### Espanha
- 2002 - Phantom of the Opera (El Fantasma de la Opera)
- 2003 - Cabaret
- 2003 - Cats
- 2004 - Mamma Mia!
- 2005 - The Graduate (El Graduado)
- 2005 - Victor/Victoria
- 2006 - Los Productores
- 2007 - Jesucristo Superstar
- 2007 - Cabaret
- 2007 - La Bella y la Bestia
- 2010 - El Rey León

### Reino Unido
Stage Entertainment  
- 2005 - 2007 Blue Man Group
- 2007 - Fame
- 2007 - Hairspray

Produções intinerantes
- 2007- 2008    Fame
- 2007- 2008    High School Musical
- 2007- 2007    Lady Salsa

Co-produções da West End incluem: 
- Fosse
- Chicago
- Spend, Spend, Spend
- Tommy
- West Side Story
- The Full Monty
- Blue Man Group

### EUA
Broadway       
- 1982 - Pump Boys and Dinettes
- 1985 - 1987 Big River
- 1987 - 1989 Into the Woods
- 1988 - 1988 The Gospel at Colonus
- 1991 - 1993 The Secret Garden
- 1992 - 1995 Guys and Dolls
- 1992 - 1993 Jelly's Last Jam
- 1993 - 1995 The Who's Tommy
- 1993 - 1994 Cyrano
- 1994 - Beauty and the Beast
- 1994 - 1994 The Best Little Whorehouse goes public
- 1995 - 1996 How to Succeed in Business Without Really Trying
- 1996 - 1998 The King and I
- 1996 - 1998 A Funny Thing Happened on the Way to the Forum
- 1996 - 1997 Once Upon a Mattress
- 1997 - 2000 Titanic
- 1997 - 1998 1776
- 1998 - 1998 High Society
- 1998 - 2000 Footloose
- 1998 - 1999 Peter Pan
- 2000 - 2000 Wrong Mountain
- 2000 - 2001 Music Man
- 2001 - 2001 Blast!
- 2001 - 2005 42nd Street
- 2001 - 2004 Urinetown
- 2002 Into the Woods
- 2004 Dracula

Co- produções Off-Broadway
- 2003 - 2004 Fame on 42nd Street

### Rússia
- 2005 - 2006 Cats
- 2006 – presente Mamma Mia!

### França
- 2006 - Cabaret
- 2007 - Le Roi Lion

### Bélgica
- 2006 - Mamma Mia!
- 2006 - Beauty and the Beast